# Londra (Chiamamifaro)
Londra è un singolo della cantautrice italiana Chiamamifaro, pubblicato il 29 gennaio 2021 come terzo estratto dal primo EP Macchie.

## Descrizione
Il brano, scritto dalla stessa cantautrice, è prodotto da Giorgio Pesenti, in arte Okgiorgio, Marco Ravelli e Riccardo Zanotti.

## Tracce
Testi di Angelica Cristina Gori, musiche di Angelica Cristina Gori, Alessandro Belotti e Riccardo Zanotti.
1. Londra – 3:23